# Vellevans
Vellevans ist eine französische Gemeinde mit 247 Einwohnern (Stand: 1. Januar 2022) im Département Doubs in der Region Bourgogne-Franche-Comté.

## Geographie
Vellevans liegt auf 505 m, sieben Kilometer westnordwestlich von Sancey-le-Grand und etwa 32 Kilometer südwestlich der Stadt Montbéliard (Luftlinie). Das Dorf erstreckt sich im Jura, auf einem Plateau am Nordfuß des Bois du Barbot, südlich der Lomontkette.
Die Fläche des 13,54 km² großen Gemeindegebiets umfasst einen Abschnitt des französischen Juras. Der zentrale Teil des Gebietes wird vom Plateau von Vellevans eingenommen, das durchschnittlich auf 500 m liegt. Es ist überwiegend von Acker- und Wiesland bestanden. Im Norden wird das Plateau durch eine Talfurche begrenzt, welche topographisch zum Einzugsgebiet des Cusancin gehört, jedoch kein oberirdisches Fließgewässer besitzt, weil das Niederschlagswasser im verkarsteten Untergrund versickert. Dieser Taleinschnitt stellt die Verbindung zwischen dem Becken von Sancey und dem Cusancin her. Von beiden Seiten mündet eine Reihe kleinerer Trockentäler, die von einer früheren oberirdischen Entwässerung zeugen. Das Gebiet zeigt verschiedene Karsterscheinungen, darunter der Gouffre du Fonteny und der Gouffre du Puits des Alloz. Auch das nördlich der Talfurche gelegene, bewaldete Plateau des Bois des Grandes Planches gehört zu Vellevans.
Nach Süden leitet eine knapp 100 m hohe Geländestufe zum Hochplateau des Bois du Barbot (600 m)  und des Bois du Nezou über. Mit 742 m wird in der Forêt de Millery am Aufstieg zu den nächsthöheren Hügelzügen die höchste Erhebung von Vellevans erreicht.
Zu Vellevans gehören der Weiler Le Creusot (600 m) auf dem Plateau östlich des Bois du Nezou sowie einige Einzelhöfe. Nachbargemeinden von Vellevans sind Crosey-le-Petit und Crosey-le-Grand im Norden, Chazot und Randevillers im Osten, Sancey mit der Commune déléguée Sancey-le-Grand und Ouvans im Süden sowie Servin im Westen.

## Geschichte
Durch das Gebiet von Vellevans führte zur Römerzeit ein wichtiger Verkehrsweg, der die Verbindung zwischen Vesontio (Besançon) und dem Oberrhein herstellte. Im Mittelalter gehörte Vellevans zur Herrschaft Passavant, die im 14. Jahrhundert unter die Oberhoheit der Grafen von Montbéliard kam. Zusammen mit der Franche-Comté gelangte das Dorf mit dem Frieden von Nimwegen 1678 an Frankreich.

## Sehenswürdigkeiten
Die Kirche Saints-Pierre-et-Paul stammt ursprünglich von 1740, wurde jedoch von 1854 bis 1861 vollständig neu erbaut. Im Ortskern sind verschiedene Bauernhäuser im traditionellen Stil der Franche-Comté aus dem 18. Jahrhundert erhalten.

## Bevölkerung
| Jahr                       | 1962 | 1968 | 1975 | 1982 | 1990 | 1999 | 2005 | 2016 |
| Einwohner                  | 269  | 264  | 227  | 222  | 207  | 218  | 195  | 226  |
| Quellen: Cassini und INSEE |      |      |      |      |      |      |      |      |

Mit 247 Einwohnern (Stand 1. Januar 2022) gehört Vellevans zu den kleinen Gemeinden des Départements Doubs. Nachdem die Einwohnerzahl in der ersten Hälfte des 20. Jahrhunderts markant abgenommen hatte (1881 wurden noch 411 Personen gezählt), wurden seit Mitte der 1970er Jahre nur noch geringe Schwankungen verzeichnet.

## Wirtschaft und Infrastruktur
Vellevans war bis weit ins 20. Jahrhundert hinein ein vorwiegend durch die Landwirtschaft (Ackerbau, Obstbau und Viehzucht) und die Forstwirtschaft geprägtes Dorf. Daneben gibt es heute einige Betriebe des lokalen Kleingewerbes, vor allem im Bereich der Holzverarbeitung. Viele Erwerbstätige sind auch Wegpendler, die in den größeren Ortschaften der Umgebung ihrer Arbeit nachgehen.
Die Ortschaft liegt abseits der größeren Durchgangsstraßen an einer Departementsstraße, die von Besançon nach Sancey-le-Grand führt. Weitere Straßenverbindungen bestehen mit Chazot und Landresse.